# ニットートレーディング
ニットートレーディング (Nitto Trading) はかつて存在した日本の企業。ノリタケカンパニーリミテドの子会社であり、アメリカなど海外向けに中国製陶磁器、食器を販売していた。前身は有限会社日東貿易商会で、2000年に組織を変更し株式会社ニットートレーディングとなった。業績が芳しくなかった事もあり、自社製品へ事業を集約するため2006年9月30日に解散した。